# (30997) 1995 UO5
(30997) 1995 UO5 est un astéroïde Apollon découvert en 1995.

## Description
(30997) 1995 UO5 a été découvert le 26 octobre 1995 à l'observatoire de Kitt Peak, situé dans l'Arizona (États-Unis), par le projet Spacewatch de l’université de l'Arizona.

### Caractéristiques orbitales
L'orbite de cet astéroïde est caractérisée par un demi-grand axe de 1,56 ua, un périhélie de 0,56 ua, une excentricité de 0,64 et une inclinaison de 36,22° par rapport à l'écliptique. Du fait de ces caractéristiques, à savoir un demi-grand axe supérieur à 1 ua et un périhélie inférieur à 1,017 ua, il est classé comme astéroïde Apollon.

### Caractéristiques physiques
(30997) 1995 UO5 a une magnitude absolue (H) de 17,0 et un albédo estimé à 0,175.